# Godofredo de Saint-Omer
Godofredo de Saint-Omer, também conhecido como Gaufred, Godefroi, ou de Godfrey St Omer, Saint Omer, foi um francês cavaleiro e um dos membros fundadores da Ordem dos Templários em 1119.
Ele disse ter vindo da família dos Senhores de Saint-Omer (hoje no norte da França ), possivelmente o filho de William I, Senhor de Saint Omer e de Melisende Piquigny. William e Melisende eram conhecidos por ter um filho, Hugh , e William e Hugh participou da Primeira Cruzada como vassalos de Robert II de Flandres . Hugo de Saint-Omer também foi mencionada como um dos melhores cavaleiros do reino de Jerusalém .
Há relatos conflitantes sobre a relação Godfrey de William e Hugh. Cronologicamente Godfrey pode ter sido irmão de Hugh, mas também é dito que ele era filho de Hugh. Na lista de cruzados, um Gauthier de Saint-Omer está listado, que poderia ser um erro para Gaufred (Gauthier de Saint-Omer ainda não era nascido). Portanto Godfrey provavelmente veio a Jerusalém em 1099 com William I e Hugh.
Segundo a lenda, de Hugues Payens (o primeiro Grão-Mestre dos Templários) e Godfrey eram tão pobres que entre os dois que tinha apenas um cavalo, e isso deu origem à famosa imagem sobre o selo dos Templários , de dois homens montando um único cavalo.